# 李玉龙 (1934年)
李玉龙（1934年7月—2019年10月24日），男，四川郫县人，中华人民共和国政治人物，曾任四川省高级人民法院院长。

## 生平
1951年后长期在四川省公安厅工作。文化大革命后，历任省人保部秘书组秘书，中共四川省委政法委办公室主任、副书记，中共四川省纪委委员，四川省人民检察院副检察长等职。1993年2月，在四川省第八届人民代表大会第一次会议当选四川省高级人民法院院长。1999年11月退休。2019年10月24日9时37分逝世。